# Dubfire
Али Ширазиния (перс. علی شیرازی‌نیا‎, англ. Ali Shirazinia, более известный под сценическим псевдонимом Dubfire; род. 19 апреля 1971, Тегеран) — ирано-американский диджей и продюсер направлений хаус и техно. До сольной карьеры Али был частью дуэта Deep Dish, который был номинирован в Грэмми. Стиль музыки Dubfire очень разносторонний, начиная от техно с минимал-техно и заканчивая хаусом, прогрессив-хаусом и тек-хаусом.

## Биография
Ширазиниа был рождён в Иране, и позднее переехал со своей семьёй в Вашингтон, округ Колумбия где он тратил много времени игры на гитаре в школьных группах и слушал классический хип-хоп, джаз, даб, регги и индастриал. Али был вовлечён в местную панк-музыкальную сцену и в музыку вашингтонских групп, таких как Fugazi и Minor Threat. Ширазиниа часто навещал местный музыкальный магазин Yesterday And Today Records, где он знакомился с музыкантами Kraftwerk, Ministry, Jesus & Mary Chain, Depeche Mode, Nitzer Ebb, Adrian Sherwood и Einstürzende Neubauten.
Сольное звучание Dubfire отличается от его дуэта с Sharam. Его сингл I Feel Speed, который в свою очередь был кавером на песню Love & Rockets, включая вокал. Ширазиниа также поёт в треке In Love With a Friend на дебютном альбоме Deep Dish.
В 2007 году Али анонсирует запуск своего выпускающего лейбла SCI+TEC, что расшифровывается как Science + Technology Digital Audio (Наука + Технологии Цифрового Звука). Лейбл выпускает музыку своего основателя и других музыкантов электронной музыки.

## Дискография

### Синглы / EP
- 2007 Emissions - #6 Resident Advisor Top 100 all-time charted tracks
- 2007 RibCage - #1 Resident Advisor Top 100 all-time charted tracks
- 2007 Roadkill
- 2007 I Feel Speed
- 2008 Diablo (With Oliver Huntemann)
- 2008 Dios (With Oliver Huntemann)
- 2009 Rabid
- 2009 Fuego (With Oliver Huntemann)
- 2010 Rejekt (Cocoon J)

### Компиляции
- 2003 Global Underground: Toronto: Dubfire [Afterclub Mix]  — #1 Top Electronic Albums, #20 Independent Albums, #29 Top Heatseekers
- 2007 Global Underground: Taipei  — #16 Top Electronic Albums
- 2009 Sci+Tec: Past/Present/Future
- 2009 Dubfire’s Digital Dreams
- 2009 Ten Years Cocoon Ibiza

### Ремиксы
- 1993 Angela Marni — Slippin' & Slidin'
- 1994 Watergate — Lonely Winter
- 2006 Nitzer Ebb — Control I’m Here
- 2006 Robbie Rivera — Float Away
- 2007 Axwell Feat. Max’C — I Found U
- 2007 Meat Katie & D. Ramirez — Stop The Revolution - #99 Resident Advisor Top 100 all-time charted tracks
- 2007 DJ Yellow — No More Enemy
- 2007 Plastikman — Spastik - #26 Resident Advisor Top 100 all-time charted tracks
- 2007 Nic Fanciulli — Lucky Heather
- 2007 Christian Smith & John Selway — Transit Time
- 2008 System 7 — Spacebird - #7 Resident Advisor Top 100 all-time charted tracks
- 2008 UNKLE — Hold My Hand
- 2008 Radioslave — Grindhouse
- 2008 Booka Shade — Charlotte
- 2008 Gregor Tresher — A Thousand Nights
- 2008 Minilogue — Jamaica
- 2008 Paul Ritch — Split the Line

## Номинации и награды
- Победа for Best Minimal Artist — Beatport Music Awards[4]
- Победа for Best Techno Artist — Beatport Music Awards
- Номинация for Best Single of 2007 — Emissions — Beatport Music Awards